# Liatris ridgwayi
Liatris ridgwayi là một loài thực vật có hoa trong họ Cúc. Loài này được Standl. mô tả khoa học đầu tiên năm 1929.